# Broman
Broman är ett svenskt efternamn, som den 31 december 2012 bars av 3064 personer bosatta i Sverige.. Namnet har också burits av befryndade utslocknade svenska adelsätter, varav en gren blivit friherrlig, se Broman (adliga ätter).

## Personer med efternamnet Broman
- Allan Broman (1861–1947), gymnast
- Anders Broman (musiker) (född 1981)
- Anders Jacob Broman (1788–1878), prästman och politiker
- Anna Broman, politiker och tjänsteman
- Arne Broman (1913–1995), matematiker

- Bengt Broman (född 1953), företagsledare
- Birger Broman (1907–1987), medicinprofessor

- Carl Broman (1666–1722), lagman
- Carl C:son Broman (1703–1784), landshövding

- Erland Broman (lagman) (1660-talet–1744)
- Erland Carlsson Broman (1704–1757), ämbetsman och kungagunstling
- Erlandus Svenonis Broman (1632–1693), superintendent i Karlstads stift

- Fleming Broman (född 1938), arkitekt, dömd för narkotikabrott
- Fredrik Broman (född 1971), fotograf
- Friedrich Conrad Albrekt Broman (1758–1800), historiker

- Gillis Broman (född 1938), sångare
- Gunnar Broman (1928–2020), reklamman

- Inga Greta Broman (1909–1997), friidrottare
- Ivar Broman (1868–1946), anatom och embryolog
- Ivar Broman (militär) (1878–1959)

- Jenny Broman (född 1976), politiker, vänsterpartist, kommunalråd
- Johan Fredrik Broman (1839–1917), agronom
- John Broman (född cirka 1958), amerikansk backhoppare
- Josefine Broman (född 1964), manusförfattare

- Lars Broman (1615–1669), ämbetsman
- Lovisa Broman (1778–1833), skådespelare

- Malin Broman (född 1975), violinist
- Mela Koehler-Broman  (1885–1960), österrikisk-svensk målare och illustratör

- Natanael Broman (1887–1966), tonsättare och pianist

- Olle Broman (1953–2014), militär
- Olof Broman (1676–1750), rektor, kyrkoherde och författare
- Otto Broman (1878–1960), militär

- Per Broman, flera personer
  - Pehr Gustaf Broman (1811–1867), läkare och jägare
  - Per Broman (konstnär) (1894–1973)
  - Per Broman (militär) (1920–2009)
  - Per F. Broman (född 1962), svensk-amerikansk musikforskare
- Robert Broman (1815–1874), skådespelare

- Sten Broman (1902–1983), kompositör, musikkritiker, TV-programledare
- Sven Broman, flera personer
  - Sven Broman (journalist) (1922–1998)
  - Sven Broman (sinolog) (1923–1994)

- Tommy Broman (född 1951), gitarrist
- Tore Broman (1908–2000), neurolog, professor

- Ulla Holmberg Broman (1924–2008), skådespelare